# Marble Arch (stanice metra v Londýně)
Marble Arch je stanice londýnského metra. Pojmenována je podle oblouku, který stojí nad metrem. Tato stanice byla otevřena v roce 1900 a nachází na lince :
- Central Line mezi stanicemi Lancaster Gate a Bond Street.

Ročně zde nastoupí a vystoupí cca 16 milionů cestujících.